# 阿丘利塔縣 (科羅拉多州)
阿丘利塔縣（英語：Archuleta County）是美国科羅拉多州南部的一個縣，南鄰新墨西哥州，面積3,511平方公里。根據2020年美國人口普查，共有人口13,359人，2005年人口為11,500人。縣治帕戈薩斯普林斯（Pagosa Springs）。該縣成立於1885年4月14日。縣名紀念科羅拉多州參議員安東尼奧·D·阿丘利塔。